# NGC 1284
NGC 1284 é uma galáxia lenticular (S0) localizada na direcção da constelação de Eridanus. Possui uma declinação de -10° 17' 19" e uma ascensão recta de 3 horas, 17 minutos e 45,4 segundos.
A galáxia NGC 1284 foi descoberta em 10 de Dezembro de 1798 por William Herschel.